# Sant Esteve d'Araós
Sant Esteve d'Araós és l'església parroquial romànica del poble d'Araós, en el terme municipal d'Alins, a la comarca del Pallars Sobirà. Es troba en el mateix nucli de població d'Araós, en el seu sector central-nord.

## Història
L'església és documentada des de l'Acta de consagració de la seu d'Urgell (839, data no acceptada per tots els autors, però), tot i que hi ha dubtes si es tracta d'Araós o d'Àreu (Haravo), i més tard apareix en diverses visites pastorals, des del segle xiv fins al xviii.
És una església romànica d'una nau amb absis semicircular a llevant. L'obra original romànica és l'absis, mentre que la resta ha sofert nombroses transformacions. A la resta del temple, però, entre les capelles afegides s'observen diferents fragments de mur que mostren una factura popular de pedres de llosa que permeten situar l'església en la segona meitat del segle xi o la primera del xii.

## Descripció
Es tracta d'una església d'una sola nau amb un absis semicircular i llis a l'est, amb dues filades superiors de blocs rectangulars ben alineats que ressalten de la resta del parament, d'aparell més rude, en el qual s'obren petites finestres abocinades. Cobreix l'església un llosat de pissarra a dues aigües.
Al centre de la façana oest hi ha la porta d'accés d'arc de mig punt, per sobre de la qual, i descentrat, es troba un petit òcul. La façana es troba coronada per una robusta espadanya amb dues obertures d'arc de mig punt (tot i que més ample la del costat nord). Els murs exteriors són de pedra vista, excepte al voltant de la porta i de l'òcul encimentats i arrebossats.